# 爆炸罪
爆炸罪，是《中华人民共和国刑法》规定的一种犯罪，它指故意使用爆炸的方法，杀死、杀伤不特定多人、毁坏重大公私财物，危害公共安全的行为，八大罪之一。
根据《中华人民共和国刑法》第114条、第115条的规定，犯有爆炸行为，尚未造成严重后果的，处3年以上10年以下有期徒刑；致人重伤、死亡或者使公私财产遭受重大损失的，处10年以上有期徒刑、无期徒刑或者死刑。